# Набережная реки Екатерингофки
На́бережная реки́ Екатеринго́фки — набережная на правом берегу реки Екатерингофки в Кировском районе Санкт-Петербурга. Проходит от Двинской улицы до Шотландской улицы. Далее продолжается как безымянная дорога до Западного скоростного диаметра.

## История
Первоначальное название набережная Чёрной речки (от Двинской улицы до дома 19) известно с 1849 года, происходит от названия Чёрной речки, как тогда называлась река Екатерингофка. Официально название набережная реки Екатерингофки присвоено 16 апреля 1887 года. В 1896 году продлена до дома 31, в 1970-е годы — до Лесного порта.
В 2010—2012 годах набережная и прилегающая к ней улично-дорожная сеть были частично реконструированы в связи со строительством развязки с Западным скоростным диаметром. Открытие состоялось 10 октября 2012 года. При этом набережная фактически была сокращена до продолжения Шотландской улицы: участок набережной южнее Шотландской улицы является частью ЗСД.
После реконструкции набережная стала шире в два раза, а глинистый заросший кустарником берег был облагорожен. При реконструкции был демонтирован Сельдяной мост через одноимённый канал, русло канала было заключено в бетонную трубу, а сам канал засыпан.

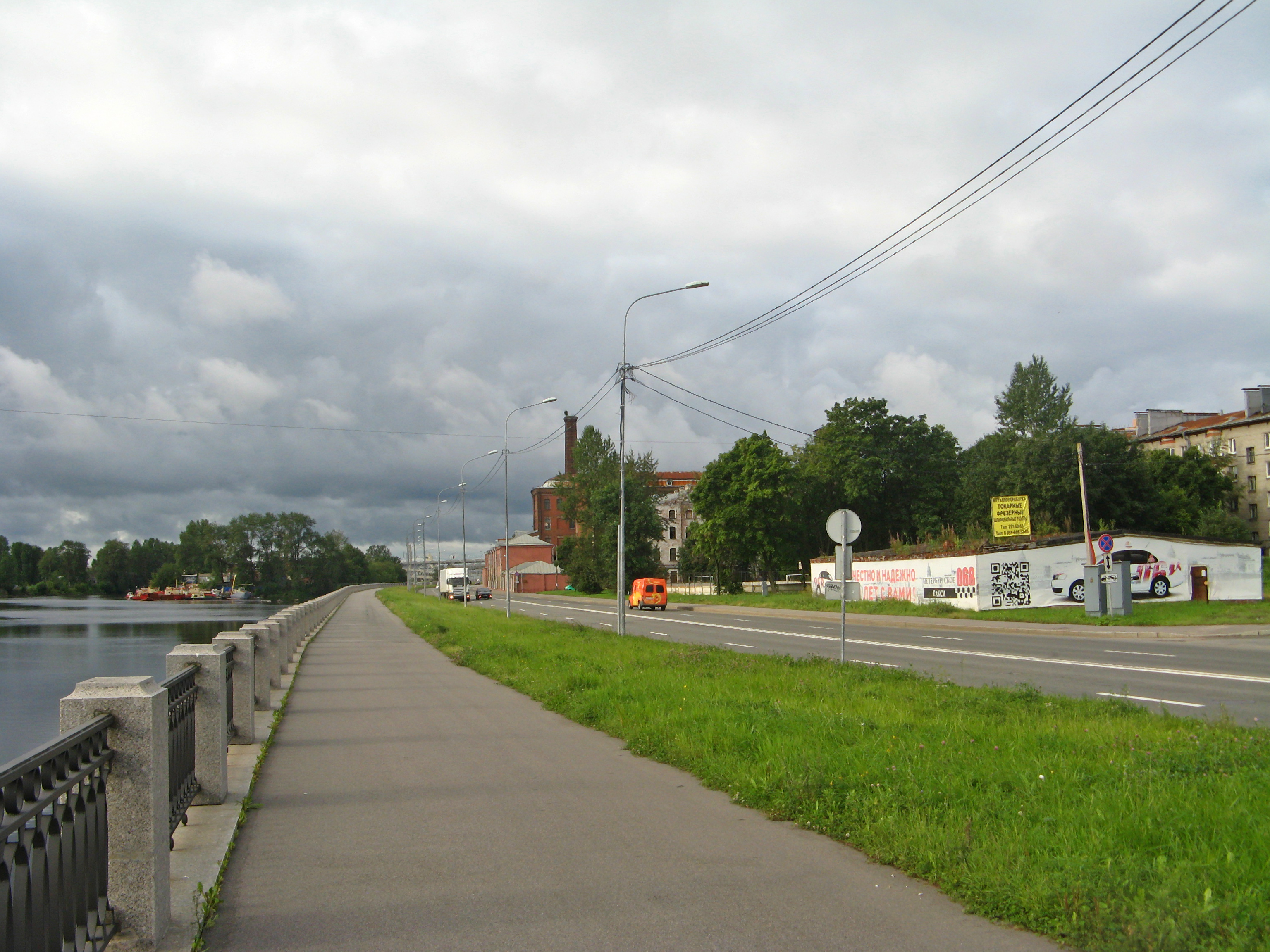
Набережная Екатерингофки после реконструкции (2017 год)

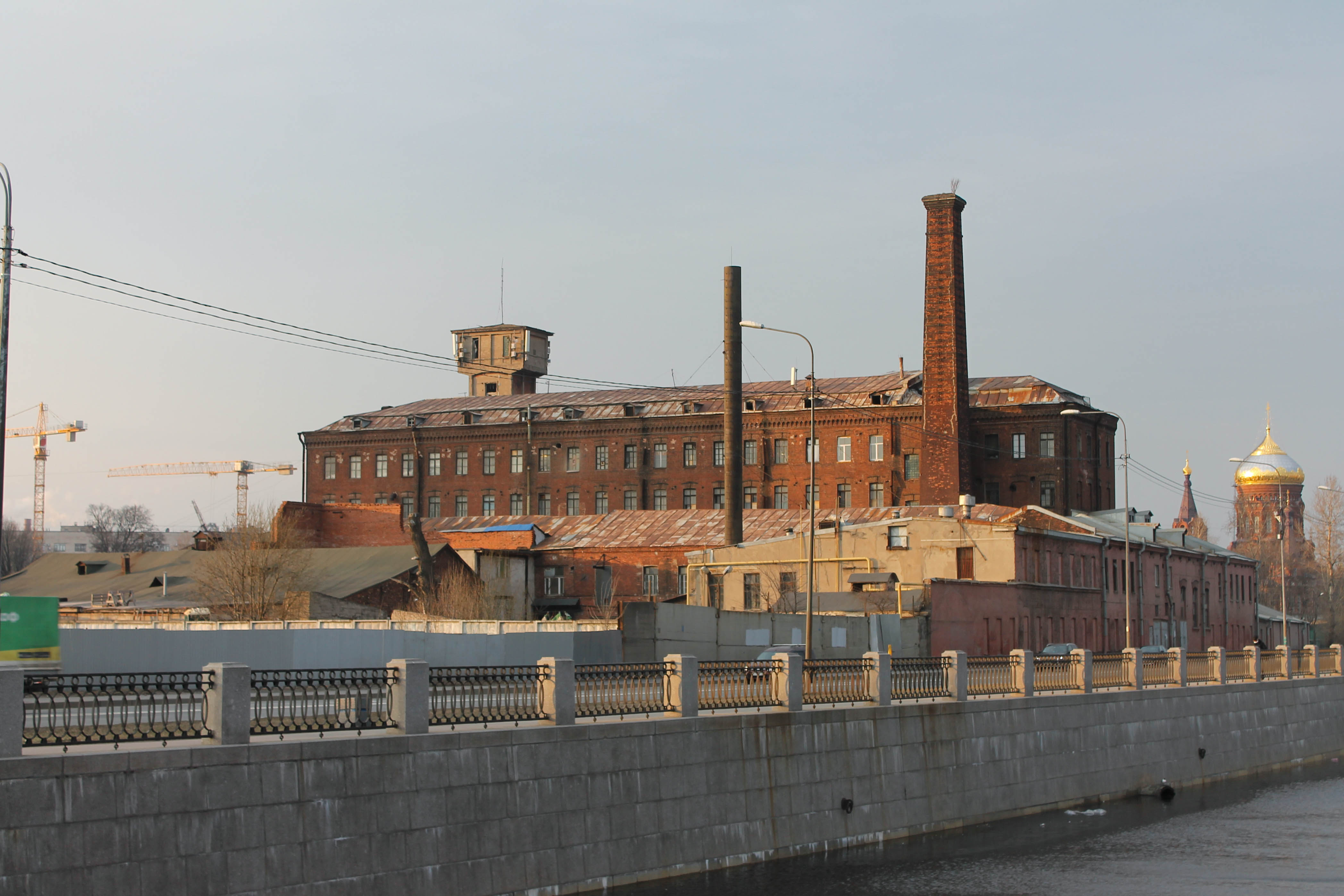
Бывшая Гутуевская суконная мануфактура, впоследствии фабрика «Ленсукно»

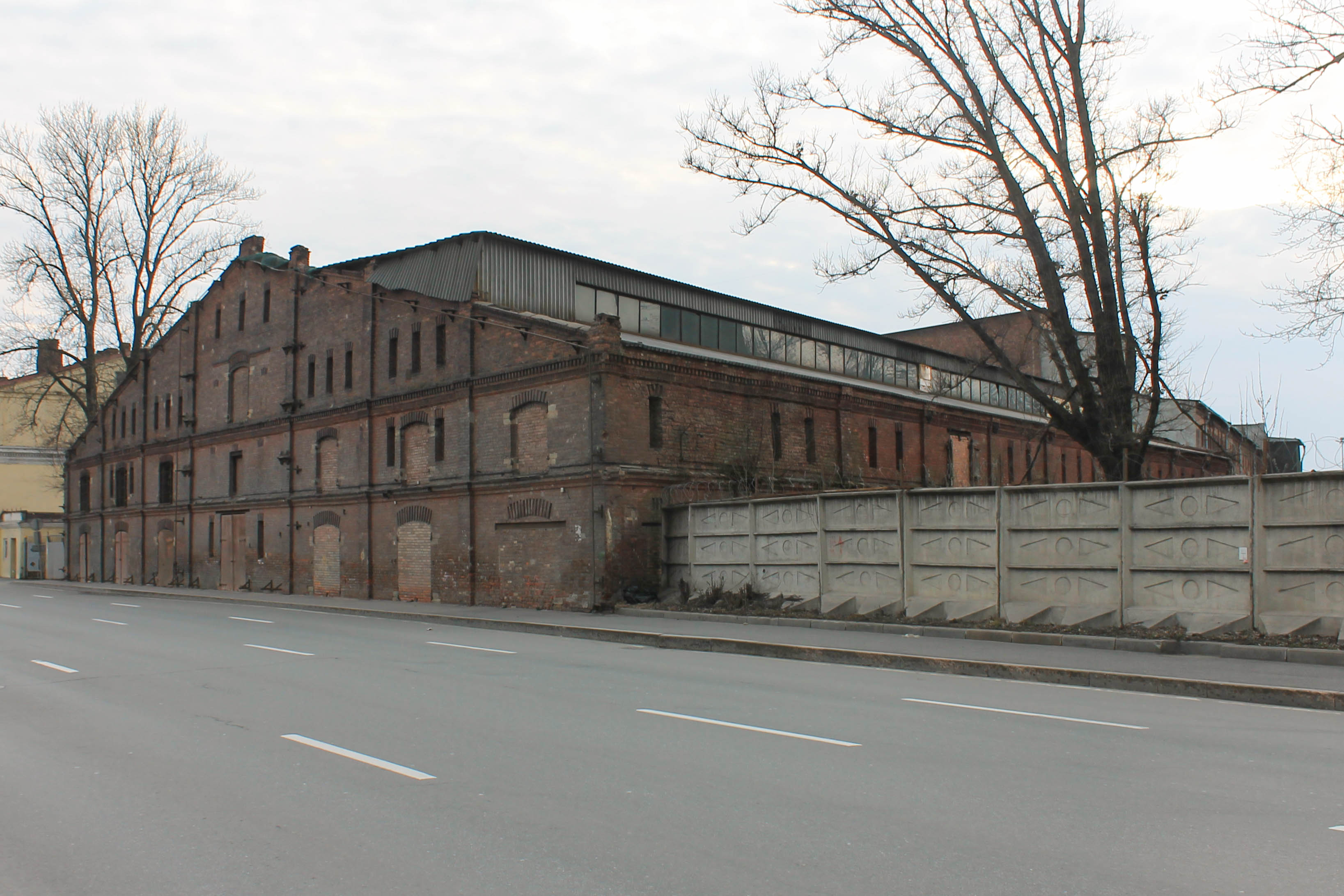
Склад клеевого завода

После подключения съезда ЗСД к набережной движение по её участку от Шотландской до Невельской улицы стало односторонним; движение в противоположном направлении осуществляется по Невельской и Шотландской улицам, также ставшими односторонними после реконструкции.

## Достопримечательности
- Гутуевский мост
- Церковь Богоявления Господня (Гутуевская) (дом 1)
- Исторические фабричные здания Гутуевской суконной мануфактуры Т. Л. Аух (дом № 19) и бумагопрядильной мануфактуры акционерного общества «Воронин, Лютш и Чешер» (дом № 25)
- Памятник работникам суконной фабрики (у дома № 19)
- Резвый мост
- Въезд на Западный скоростной диаметр